# 塞帕拉欣山脈
84°5′S 174°0′E / 84.083°S 174.000°E
塞帕拉欣山脈（英語：Separation Range）是南極洲的山脈，位於杜費克海岸，屬於英聯邦山脈的一部分，全長60公里，由新西蘭探險隊命名，現時由南極條約體系管理。